# Jerzy Mazur (duchowny)
Jerzy Mazur (ur. 6 sierpnia 1953 w Hawłowicach) – polski duchowny rzymskokatolicki, werbista, biskup diecezji św. Józefa w Irkucku w latach 2002–2003, biskup diecezjalny ełcki od 2003.

## Życiorys
Urodził się 6 sierpnia 1953 w Hawłowicach jako jedno z sześciorga dzieci Jana i Władysławy Mazurów. W 1972 wstąpił do Zgromadzenia Słowa Bożego (werbistów). Jednocześnie rozpoczął studia w Seminarium Duchownym Zgromadzenia Słowa Bożego w Pieniężnie. Śluby wieczyste złożył 8 września 1978. 22 kwietnia 1979 w kościele św. Wojciecha w Pieniężnie został wyświęcony na prezbitera przez biskupa diecezjalnego przemyskiego Ignacego Tokarczuka. Magisterium uzyskał na Katolickim Uniwersytecie Lubelskim. W latach 1980–1982 odbył studia na Papieskim Uniwersytecie Gregoriańskim w Rzymie, które ukończył z licencjatem z misjologii.
W latach 1983–1986 pracował w Ghanie. Po powrocie do Polski został w 1986 prefektem, a w 1987 wykładowcą misjologii w Misyjnym Seminarium Duchownym Księży Werbistów w Pieniężnie. W 1989 objął funkcję radcy prowincjalnego w polskiej prowincji werbistów. W 1992 wyjechał do Baranowicz. Jako proboszcz parafii Matki Bożej Fatimskiej stworzył parafię od podstaw oraz wybudował kościół parafialny. Założył kolegium katechetyczne, którego był dyrektorem. Ponadto pełnił funkcję ojca duchownego kapłanów diecezji pińskiej i archidiecezji mińsko-mohylewskiej. Od 1994 do 1998 był redaktorem czasopisma „Dialog”. Od 1994 pełnił funkcję przewodniczącego Komisji Katechetycznej Diecezji Pińskiej. Brał udział w organizacji Synodu Archidiecezji Mińsko-Mohylewskiej i Diecezji Pińskiej, będąc od 1996 członkiem komisji organizacyjnej oraz sekretarzem komisji koordynacyjnej. W przygotowaniach do Wielkiego Jubileuszu Roku 2000 od 1997 odpowiadał za sprawy ekumeniczne. W zgromadzeniu werbistów w 1992 został superiorem dystryktu, a w 1997 superiorem regionalnym regii Ural, obejmującej terytorium Białorusi, Rosji i Ukrainy.
23 marca 1998 papież Jan Paweł II mianował go biskupem pomocniczym administratury apostolskiej Syberii ze stolicą tytularną Tabunia. Święcenia biskupie otrzymał 31 maja 1998 w prokatedrze Przemienienia Pańskiego w Nowosybirsku. Udzielił mu ich werbista, arcybiskup John Bukovsky, nuncjusz apostolski w Rosji, w asyście biskupa Josepha Wertha, administratora apostolskiego Syberii, i werbisty Juliana Gbura, biskupa pomocniczego lwowskiego obrządku bizantyńsko-ukraińskiego. Jako zawołanie biskupie przyjął słowa „Veni, Sancte Spiritus” (Przyjdź, Duchu Święty).
18 maja 1999 został mianowany administratorem apostolskim nowo utworzonej administratury apostolskiej Syberii Wschodniej z siedzibą w Irkucku, zaś 11 lutego 2002, wraz z podniesieniem administratury do rangi diecezji, został mianowany biskupem diecezjalnym diecezji św. Józefa w Irkucku. Dzięki jego zaangażowaniu w rozmowach z władzami państwowymi i przedstawicielami Kościoła prawosławnego możliwa była konsekracja katedry w Irkucku w 2000. W kwietniu 2002 został zatrzymany na lotnisku w Moskwie w trakcie podróży powrotnej do Irkucka i przymusowo odesłany do Polski. Osiadł w domu werbistów w Michałowicach, skąd kierował diecezją irkucką do kwietnia 2003.
17 kwietnia 2003 Jan Paweł II zwolnił go z funkcji biskupa diecezjalnego diecezji św. Józefa w Irkucku i przeniósł na urząd biskupa diecezjalnego diecezji ełckiej, wakujący po śmierci Edwarda Samsela. Ingres do katedry w Ełku odbył 9 czerwca 2003.
W ramach Konferencji Episkopatu Polski został przewodniczącym Zespołu ds. Kontaktów z Konferencją Episkopatu Litwy i Komisji ds. Misji. Wszedł też w skład Komisji Charytatywnej. Ponadto objął funkcję przewodniczącego Krajowej Rady Misyjnej i został członkiem Komisji Nadzorczej Caritas Polska.
Uczestniczył w sakrach biskupów pomocniczych ełckich: Romualda Kamińskiego (2005) jako współkonsekrator oraz Adriana Galbasa (2020) i Dariusza Zalewskiego (2022) jako konsekrator.

## Odznaczenia i wyróżnienia
W 2019 został odznaczony przez prezydenta RP Andrzeja Dudę Złotym Krzyżem Zasługi.
W 2023 otrzymał Odznakę Honorową Primus in Agendo. W 2009 został wyróżniony Odznaką Honorową za Zasługi dla Województwa Warmińsko-Mazurskiego.
W 2003 otrzymał Medal Golgoty Wschodu przyznany przez Fundację „Golgota Wschodu”.